# El Pujolar (Argentona)
El Pujolar és una muntanya de 332 metres que es troba al municipi d'Argentona, a la comarca catalana del Maresme.